# Strangalia albicollis
Strangalia albicollis är en skalbaggsart som först beskrevs av Francis Polkinghorne Pascoe 1860.  Strangalia albicollis ingår i släktet Strangalia och familjen långhorningar. Inga underarter finns listade i Catalogue of Life.